# Asteron inflatum
Asteron inflatum är en spindelart som beskrevs av Rudy Jocqué och Baehr 200. Asteron inflatum ingår i släktet Asteron och familjen Zodariidae.
Artens utbredningsområde är Victoria, Australien. Inga underarter finns listade.